# Province de Shima
Cette page contient des caractères spéciaux ou non latins. S’ils s’affichent mal (▯, ?, etc.), consultez la page d’aide Unicode.

Carte des anciennes provinces du Japon avec Shima mise en évidence.

Shima (志摩国; -no kuni) ou Shishu (志州 shishū) était une province du Japon qui était constituée d'une péninsule au sud-est de l'actuelle préfecture de Mie. C'était la plus petite de toutes les anciennes provinces japonaises.
Shima est une région où le poisson abondait et pendant la période de Nara, la province donnait tous les ans du poisson à l'empereur. Le chef-lieu de cette province était la ville de Toba, cependant, pendant la période Sengoku, la province était gouvernée par le daimyo de la province voisine : la province d'Ise. 
De par son marnage important la vase de cette région industrielle est parfois à l'air libre. Les vents à dominance Est, ont tendance à pousser une odeur de vase saturée en iode caractéristique sur l'ensemble du littoral.